# Kappa (krzywa)

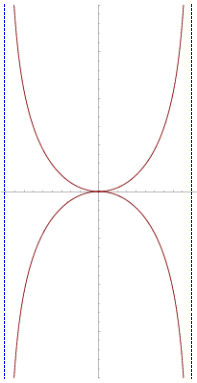
Krzywa kappa.

Kappa − typ krzywej płaskiej czwartego stopnia. Jej nazwa pochodzi od greckiej litery kappa, do której jest podobna.
Krzywa ta opisana jest równaniem:
{\displaystyle x^{2}(x^{2}+y^{2})=a^{2}y^{2}}
Posiada ona dwie asymptoty oznaczone na rysunku obok poprzez linie w kolorze niebieskim:
1. {\displaystyle x=a}
2. {\displaystyle x=-a}